# Mălăiești, Rîșcani
Mălăiești este un sat din cadrul comunei Gălășeni din raionul Rîșcani, Republica Moldova.

## Demografie

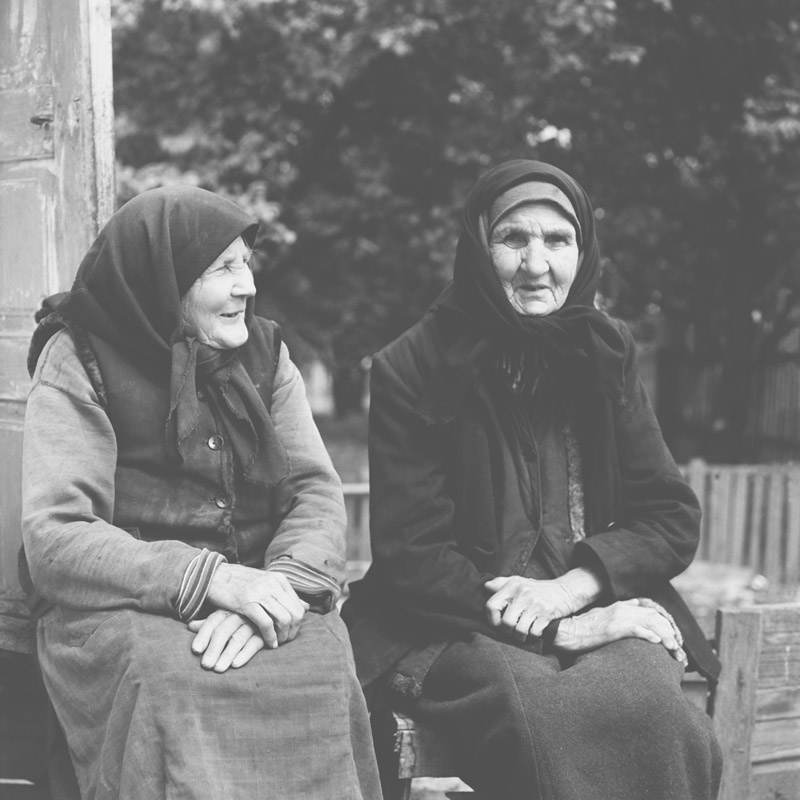
Bătrânele din Mălăiești (anii 1980)

### Structura etnică
Structura etnică a satului conform recensământului populației din 2004:
| Grup etnic         | Populație | % Procentaj |
| ------------------ | --------- | ----------- |
| Moldoveni / Români | 726       | 97,72%      |
| Ucraineni          | 14        | 1,88%       |
| Ruși               | 3         | 0,4%        |
| Total              | 743       | 100%        |